# Parafia Świętych Apostołów Piotra i Pawła w Starym Mieście
Parafia Świętych Apostołów Piotra i Pawła w Starym Mieście – rzymskokatolicka parafia we wsi Stare Miasto, należąca do diecezji włocławskiej dekanat koniński I.

## Kościoły
- kościół parafialny: Kościół Świętych Apostołów Piotra i Pawła w Starym Mieście